# Antonello Salis
Pour les articles homonymes, voir Salis.
Antonello Salis est un accordéoniste, pianiste, et compositeur de jazz italien.

## Biographie
Antonello Salis est né le 28 février 1950 à Villamar, commune d'environ d'environ 2 900 habitants au centre de la Sardaigne.
Autodidacte, il a commencé à jouer de l'accordéon à l'âge de sept ans, avant de commencer l'étude du piano. 
Dans les années 1970 il est devenu membre de plusieurs groupes de rock où il jouait de l'orgue Hammond. En 1973 à Alghero il forme le trio I Cadmo (avec Riccardo Lay à la basse électrique et Mario Paliano à la batterie). Il s'installe à Rome en 1975 ; le trio devient quartet en 1977 (avec Sandro Satta au saxophone) et quintet en 1978 (avec Danilo Terenzi au trombone) qui prend le nom de G.R.A..
Il commence son expérience de jazz au club le Music Inn à Rome, avec Massimo Urbani, Maurizio Giammarco, Tommaso Vittorini, Enzo Pietropaoli, et Roberto Gatto.
Sa polyvalence artistique a amené Antonello Salis à travailler dans des territoires différents, comme des projets de théâtre (Remondi i Caporossi, au Sant'Arcangelo Festival), et de danse contemporaine (Roberta Escamilla Garrison, Teri Weikel). Il a enregistré et joue de l'accordéon avec le guitariste français Gérard Pansanel notamment pour la musique du film Conte d'automne d'Éric Rohmer. Par ailleurs, il a enregistré avec des chanteurs pop italiens et plusieurs groupes de rock.
En 1993, il rejoint le Nuovo Quartetto, un quatuor d'accordéonistes (avec Richard Galliano, Marcel Azzola et Gianni Coscia).
Antonello Salis se produit en tant qu'accordéoniste et pianiste, jouant en solo ou en groupe au sein de nombreuses formations. Il a participé à de nombreuses séances de studio et a joué avec de nombreux musiciens de jazz en Italie et à l'étranger parmi lesquels Enrico Rava, Paolo Fresu, Roberto Gatto, Paolino Dalla Porta, Gianluca Petrella, Fabrizio Bosso, Paolo Angeli, Lester Bowie et l'Art Ensemble of Chicago, Don Cherry, Don Pullen, Ed Blackwell, Billy Cobham, Horacio « El Negro » Hernández, Han Bennink, Naná Vasconcelos, Cecil Taylor, Pat Metheny, Joey Baron, Bobby Previte, Hamid Drake, Bobby Watson, Minino Garay, Richard Bona, Linley Marthe, Francis Lassus, Joël Allouche, Stefano Bollani, Gérard Pansanel.
Il joue dans de nombreux festivals de jazz en Europe et en Amérique : Umbria Jazz (Pérouse), Roccella Ionica, Sant'Anna Arresi, Berchidda, Clusone, Noci, Ravenne, Jazz à Junas, Londres, Bath, New York, Chicago, Moscou, Paris, Montreux, Nice Jazz Festival, Le Mans, Madrid, Sao Paulo, Rio De Janeiro, Stockholm, Oslo, North Sea Jazz Festival, Festival international de Jazz de Saint-Louis, Mexico, et bien d'autres.
Il a obtenu plusieurs prix européens et internationaux, notamment un Djangodor en 2005, le Career Achievement Award en 2008 à Cagliari et le Top Jazz en 2008.

## Discographie

### Comme leader
- 1980 : Orange Juice / Nice Food, piano solo (HatHut Records)
- 1988 : Salis !, piano solo (Splasc(H) Records)
- 1989 : Quelli Che Restano, piano et accordéon solo (Stile Libero / Virgin)
- 2006 : Pianosolo, piano solo (Cam Jazz)

### Comme coleader
- 1977 : Flying Over Ortebene Mount in July Seventy Seven, Cadmo et Massimo Urbani (Dell'Isola)
- 1987 : Lester, avec Naná Vasconcelos (Soul Note)
- 1987 : Cincittà, avec Gérard Pansanel (Bleu Citron)
- 1992 : Beatles Stories, avec Gérard Pansanel (Bleu Citron)
- 1995 : Live in Como, avec Sandro Satta (Splasc(H) Records)
- 1996 : Grandes Amigos, avec Javier Girotto et Michele Rabbia (Equipe)
- 1996 : Vignola Réunion Trio avec Marcel Azzola et Richard Galliano (JazzAround)
- 1997 : Sintesi avec Meta Quartet : Sandro Satta, Riccardo Lay, Fabrizio Sferra (Via Veneto Jazz)
- 1998 : Live in Capodistria avec PAF trio : Paolo Fresu et Furio Di Castri (Splasc(H) Records)
- 1999 : Il Viandante Immaginario, avec Armando Corsi, Mario Arcari, Paolino Dalla Porta, Fulvio Maras (Egea)
- 1999 : Totem, Live at The Vatican Radio, avec Riccardo Fassi (Splasc(H) Records)
- 2001 : Live @ Radiotre, avec Sandro Satta (Via Veneto Jazz)
- 2003 : Rinoceronti Sul Limbara, avec Gianluca Petrella (Time in Jazz)
- 2004 : Ma.Ri, avec Paolo Angeli (Auand)
- 2004 : Morph, PAF Trio (voir 1998) (Label Bleu)
- 2008 : Big Guns, avec Gianluca Petrella et Bobby Previte (Auand)
- 2008 : Ommagio All'Opera, avec Furio Di Castri, Mauro Negri, Mauro Ottolini, Michele Rabbia, Elio (L'Espresso)
- 2008 : Keys and Skins avec Joey Baron (Cam Jazz)
- 2009 : Stunt avec Fabrizio Bosso (Parco della Musica Records)
- 2010 : Giornale di Bordo avec Paolo Angeli, Gavino Murgia et Hamid Drake (Sardmusic & Jazz in Sardegna)

### Comme accompagnateur
- 1994 : Calypso avec Gérard Pansanel (leader), Doudou Gouirand, Michel Benita, Aldo Romano (Owl Records)
- 1986 : Colori avec Pino Minafra (leader), Sandro Satta, Paolino Dalla Porta, Vincenzo Mazzone (Splasc(H) Records)
- 1991 : Voices avec Gérard Pansanel (leader), Enrico Rava, Michel Benita, Aldo Romano (Owl Records)
- 1994 : Follow the Trace avec Bohé Combo : Francis Lassus, Pascal Danäe, Richard Bona, Minino Garay, Jean-Michel Pilc (Danny Rose / Sony Music)
- 1995 : Nino Rota / Fellini avec Orchestra Improvista : Doudou Gouirand, Gérard Pansanel, Michel Marre, Yves Robert, Michel Godard, Jean Jaques Avenel, Joël Allouche (Deux Z)
- 1995 : Riccardo Fassi - Tankio Band Plays the Music of Frank Zappa avec le Tankio Band de Riccardo Fassi (Splasc(H) Records)
- 1996 : Esperanto avec Paolino Dalla Porta (leader), Riccardo Luppi, Massimo Manzi, Bebo Ferra, Federico Sanesi (Splasc(H) Records)
- 1997 : Argilla avec Ornella Vanoni (CGD / Eastwest)
- 1997 : Madres avec Aires Tango : Javier Girotto, Alessandro Gwiss, Marco Siniscalco, Michele Rabbia (Via Veneto Jazz)
- 1998 : L'Orchestra del Titanic avec Stefano Bollani (leader), Lello Pareti, Riccardo Onori, Walter Paoli (Via Veneto Jazz)
- 1999 : Metamorphosi avec Paolo Fresu (leader), Furio Di Castri, Nguyên Lê, Roberto Gatto (BMG France)
- 2000 : Litania Sibilante avec l'Italian Instabile Orchestra (Enja Records)
- 2000 : Jens Thomas Plays Ennio Morricone : You Can't Keep a Good Cowboy Down avec Jens Thomas et Paolo Fresu (Act Music)
- 2001 : Il Cielo Da Quaggiù avec l'Orchestra del Titanic : Stefano Bollani (leader), Lello Pareti, Riccardo Onori, Walter Paoli (Via Veneto Jazz)
- 2002 : Kind of Porgy and Bess avec Paolo Fresu (leader), Nguyên Lê, Furio Di Castri, Roberto Gatto, Dhafer Youssef (BMG France)
- 2003 : Il Circo avec Raffaello Pareti (leader), Stefano Cantini, Bebo Ferra (Egea)